# 赫克托·圣约翰·克雷夫科尔

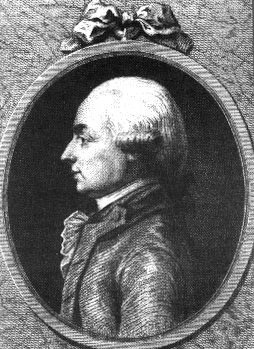
赫克托·圣约翰·克雷夫科尔

赫克托·圣约翰·克雷夫科尔（1735年12月31日 - 1813年11月12日），是一位法裔美国作家、外交家和农民。他本來是法國人，後來移民到美國紐約，並且成為美國哲學學會會員。晚年他又回到法國，並在法國去世。